# Solaria (Fundação)
Solaria é o mais estranho dos planetas espaciais, criado por Asimov para o livro The Naked Sun
Os solarianos rejeitam qualquer contato físico como indecente, só tendo contato através da hiperonda, uma espécie de TV interativa muito comum em histórias de Ficção científica.